# Carsten Adolf Krüger
Carsten Adolf Krüger (* 23. Januar 1847 in Geesthacht; † 3. Dezember 1930 ebenda) war ein deutscher Politiker und Förderer der Bergedorf-Geesthachter Eisenbahn.

## Leben und Wirken
Carsten Adolf Krüger war ein Sohn von Johann Carsten Krüger, der in Geesthacht als angesehen galt. Er hatte einen fünf Jahre älteren Bruder namens Johann Heinrich. Beide absolvierten die Schule und begannen eine Lehre als Tischler. Carsten Adolf Krüger musste die Ausbildung aufgrund einer Augenerkrankung abbrechen. Stattdessen arbeitete er in der Korbweidenproduktion, die in Geesthacht zu dieser Zeit florierte.
1875 errichtete Krüger ein Wohnhaus an der Trift. 1876 heiratete er Catharina Zeyn, die aus einer in Geesthacht alteingesessenen Familie kam. Das Ehepaar bekam 1877 und 1879 zwei Kinder, die bei einem großflächigen Ausbruch der Diphtherie 1886 in einem Zeitraum von zwei Wochen verstarben. Das Handelsregister weist aus, dass Krüger 1880 ein Im- und Exportgeschäft für Korbweiden und Körbe eröffnete.
1887 beteiligte sich Krüger an einer Zusammenkunft von Personen, die eine Eisenbahnverbindung von Geesthacht nach Hamburg-Bergedorf schaffen wollten. Mit großem Einsatz verfolgte er dieses Ziel, das sein weiteres Leben prägte. Krüger war es zu verdanken, dass er die Bürger Geesthachts von den Vorteilen dieser Eisenbahnstrecke überzeugte. Er gehörte dem Aufsichtsrat der seit 1905 bestehenden Bergedorf-Geesthachter Eisenbahn-Gesellschaft für mehr als 20 Jahre an, in dem er sich sehr engagierte.
In der Geesthachter Gemeinde gehörte er seit 1889 zum Gemeindevorstand und amtierte von 1901 bis 1904 als Gemeindevorsteher. Er hatte zu dieser Zeit sein Unternehmen aufgegeben und betätigte sich im Bank- und Finanzwesen. Krüger hatte großen Anteil an der Gründung der Geesthachter Spar- und Leihkasse von 1899. Auch das im selben Jahr eingeführte Ortsfernsprechnetz ging maßgeblich auf ihn zurück. Von 1893 bis 1918 amtierte er als Vorsitzender des Bürgervereins. Außerdem gehörte er der Liedertafel, dem Kegelclub, dem Radfahrerverein, der Jagdgenossenschaft und weiteren Vereinen an. Von 1885 bis 1914 war er einer der einflussreichsten und angesehensten Persönlichkeiten Geesthachts.
Der Hamburger Senat würdigte seine Bemühung mit einer „Senatsplakette“, weshalb ihn die Bevölkerung als „Senator“ bezeichnete.